# 타가다

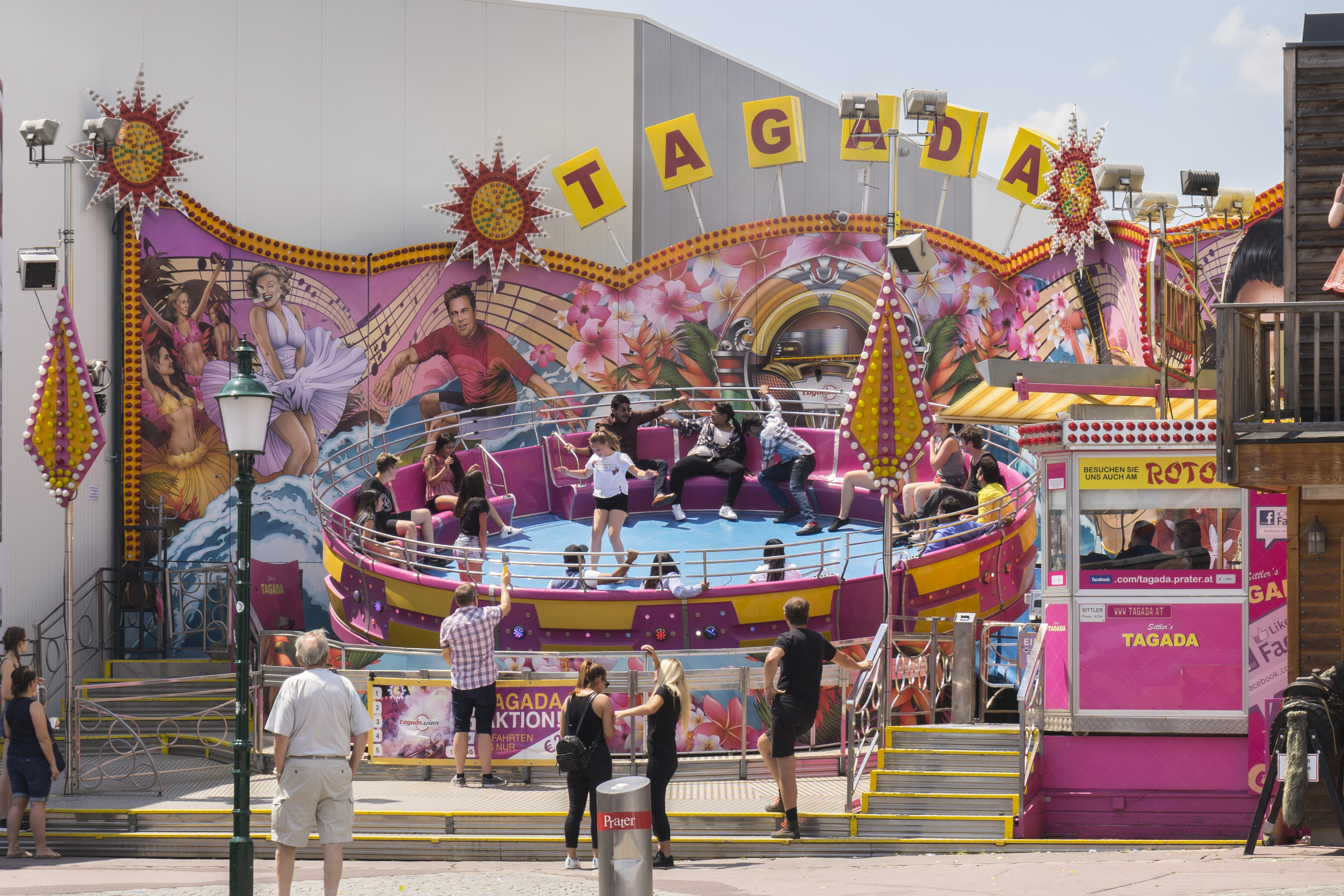
부르스텔프라터에 있는 타가다

타가다(Tagada)는 다양한 제조업체에서 제작한 놀이기구이다. 탑승자는 안전벨트나 제약 장치 없이 둥근 그릇 모양의 좌석에 앉는다. 탑승자 뒤에는 잡을 수 있는 손잡이가 있다. 놀이기구가 회전하기 시작하고 음악이 재생되며 공압 팔이 탑승자를 위아래로 튕긴다.
타가다는 인간 조작자가 운영하며 음악 비트에 맞춰 튕김을 동기화한다. 대부분의 조작자는 탑승자가 다시 자리에 앉을 시간을 준 다음 놀이기구를 튕기게 한다(이는 난기류가 너무 강할 경우 발생한다). 때로는 탑승자에게 놀이기구가 끝났다고 알려주고 문이 열리지 않으며 조작자가 놀이기구를 다시 시작하여 모든 사람이 넘어지게 한 다음 문을 연다.
타가다 놀이기구는 부상과 관련이 있으며, 2005년 Yarm Fair에서는 Eaglescliffe의 Kingsmead estate에 사는 브래들리 페니콧이 놀이기구를 타다가 왼팔이 부러졌다. 브래들리가 영양실조 상태여서 부상이 발생했다는 의혹이 있다. 또한 놀이기구에서 튕겨 나가는 일도 흔하며, 2011년 6월 20일 잉글랜드 뉴캐슬에서, 또는 2008년 영국 그랑프리 또는 2009년 10월에도 발생했다. 가장 최근에는 2016년 스코틀랜드 에어 (스코틀랜드)에서 세 명의 탑승자가 놀이기구에서 튕겨 나갔다. 대부분의 부상은 놀이기구 중앙으로 떨어지는 탑승자의 골절이다. 많은 길거리 박람회에서는 일반적으로 안전 기록이 나쁘고 청결하지 못하다는 이유로 타가다 놀이기구를 금지하고 있다. 이러한 문제로 인해 이 놀이기구는 미국과 오스트레일리아에서 금지되어 있다.
적어도 두 명의 사망자가 기록되어 있으며, 둘 다 이탈리아에서 발생했다. 이동식 카니발에서 이 놀이기구가 매우 흔하다. 첫 번째 사망자는 2016년 풀리아주 아레치오에서 발생했으며, 15세 소년이 놀이기구를 타다가 머리를 부딪혔다. 두 번째 사망자는 2022년 피에몬테주 갈리아테에서 발생했으며, 놀이기구에 너무 가까운 나무에 머리를 부딪혀 쓰러진 15세 소녀의 목숨을 앗아갔다.

## 같이 보기
- 놀이기구 목록